# Okřesaneč

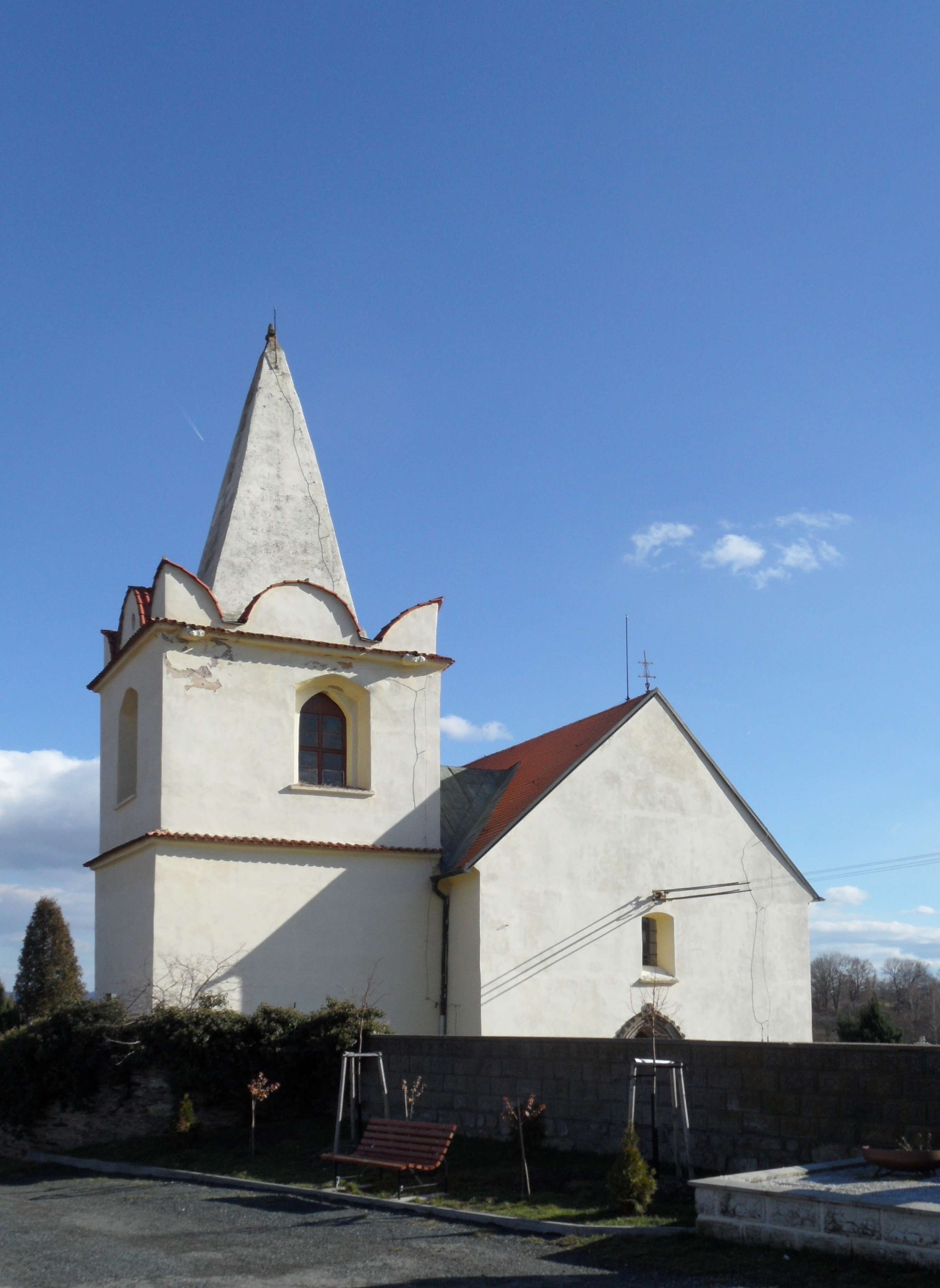
Kirche des hl. Bartholomäus

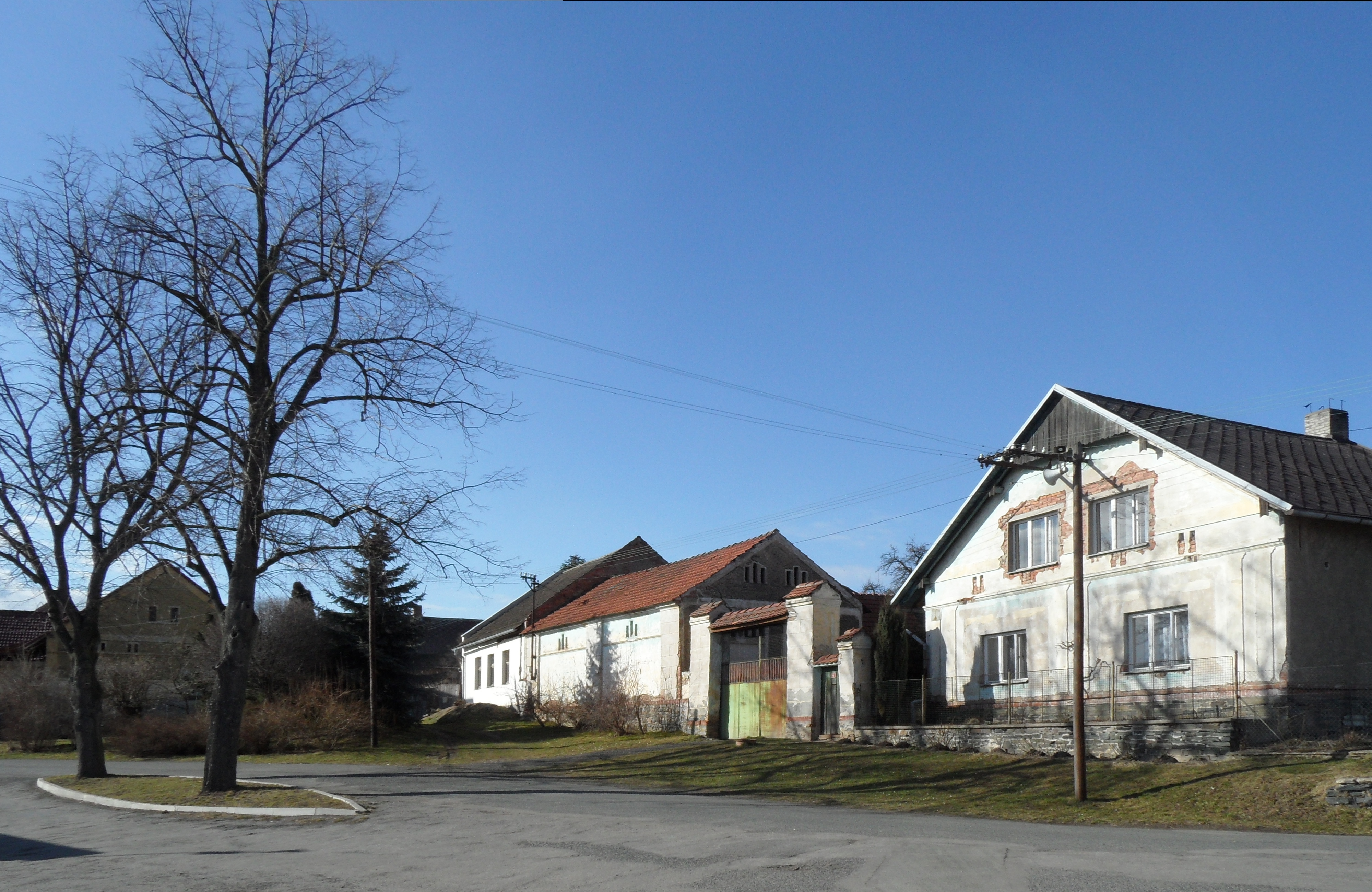
Ortskern

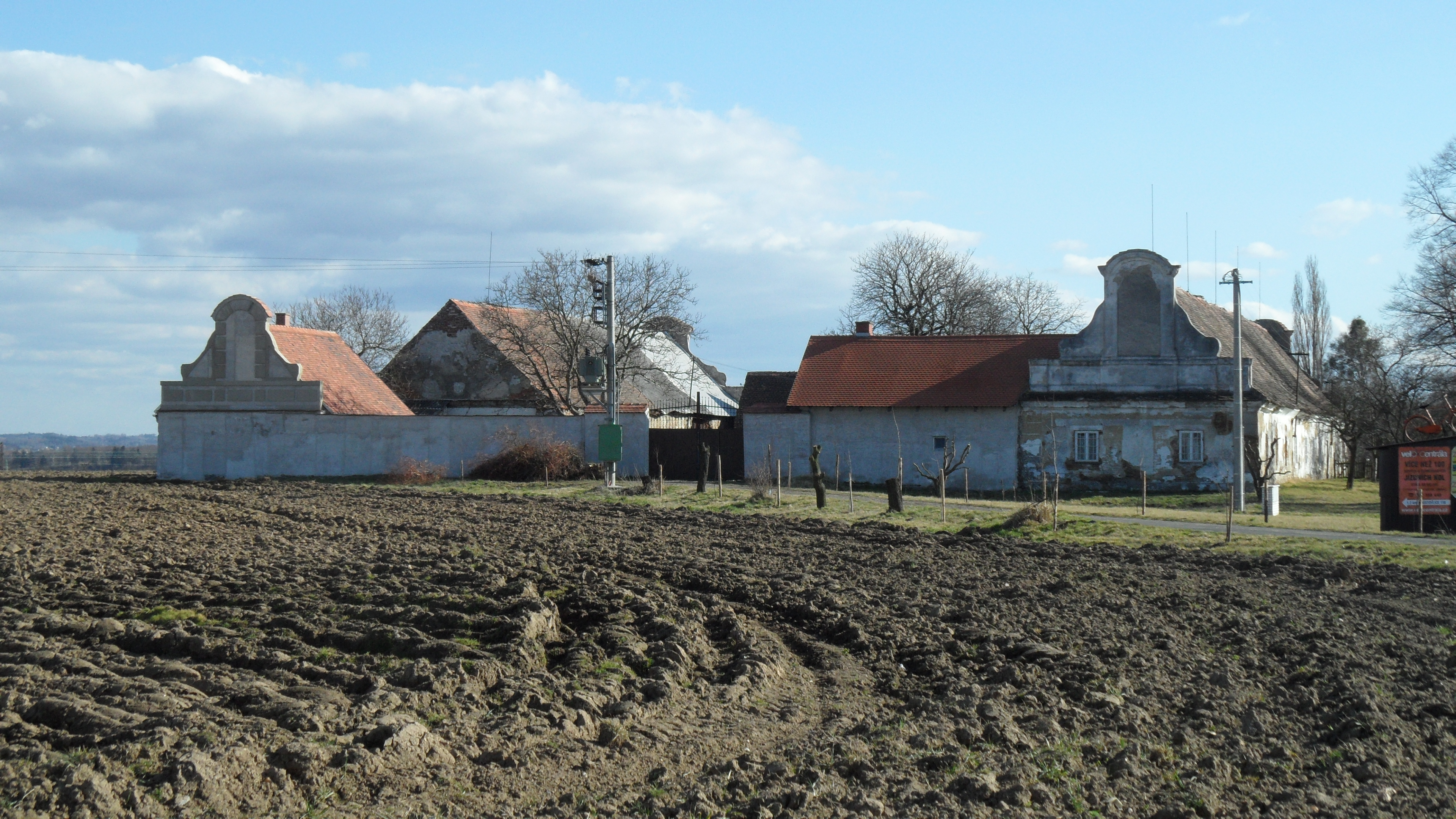
Ausspann Písek

Okřesaneč (deutsch Wokrzesanecz, 1939–45 Okresanetsch) ist eine Gemeinde in Tschechien. Sie liegt vier Kilometer nördlich von Golčův Jeníkov und gehört zum Okres Kutná Hora.

## Geographie
Okřesaneč befindet sich am Bach Výrovka bzw. Vejrovka in der Čáslavská kotlina (Czaslauer Becken). Westlich des Dorfes verlaufen die Bahnstrecke Znojmo–Nymburk sowie die Staatsstraße I/38 zwischen Čáslav und Golčův Jeníkov; dahinter erhebt sich die Tisá skála (392 m n.m.). Gegen Süden liegt der Bahnhof Golčův Jeníkov.
Nachbarorte sind Hostovlice und Zehuby im Norden, Kamenné Mosty und Kněžice im Nordosten, Hostačov im Osten, Skryje, Sirákovice und Stupárovice im Südosten, Chrastice und Ráj im Süden, Podmoky, Písek und Kocanda im Südwesten, Přibyslavice, Zbudovice und Bratčice im Westen sowie Vystrkov, Doly, Potěhy und Horky im Nordwesten.

## Geschichte
Das Dorf entstand wahrscheinlich in der ersten Hälfte des 13. Jahrhunderts. Die erste urkundliche Erwähnung von Okřesaneč und der Filialkirche des hl. Bartholomäus erfolgte 1352. Seit 1358 bestand in Okřesaneč eine Pfarrei. Okřesaneč bildete ein landtäfliges Gut. Zu Beginn des 17. Jahrhunderts gehörte das Gut der Anna Libeniczká von Wrchowisst. Die Pfarrei erlosch 1623. Später wurde Okřesaneč der Herrschaft Žleby zugeschlagen. Zu den weiteren Besitzern gehörten ab 1736 Josef von Schönfeld und ab 1746 die Fürsten Auersperg. 1787 standen in Wokržesanecz einschließlich Pisek 40 Häuser. In den Jahren 1823–1824 errichteten die Gemeinden Hostaulitz, Sehub und Wokřesanec auf eigene Kosten in Hostaulitz einen gemeinschaftlichen Kontributions-Getreideschüttboden.
Im Jahre 1840 bestand das im Caslauer Kreis gelegene Rustikaldorf Wokřesanec bzw. Okřesanec aus 51 Häusern, in denen 368 Personen lebten. Im Ort gab es eine Filialkirche des hl. Bartholomäus und ein Wirtshaus. Nach Wokřesanec konskribiert war das einschichtige Sand-Wirtshaus bzw. Pisek an der Wiener Straße einschließlich einer Schmiede. Pfarr- und Amtsort war Žleb. Bis zur Mitte des 19. Jahrhunderts blieb Wokřesanec der Herrschaft Žleb untertänig.
Nach der Aufhebung der Patrimonialherrschaften bildete Okřesanec ab 1849 einen Ortsteil der Gemeinde Hostovlice im Gerichtsbezirk Časlau. Ab 1868 gehörte der Ort zum Bezirk Časlau. 1869 hatte Okřesanec 387 Einwohner und bestand aus 54 Häusern. Im Jahre 1900 lebten in Okřesanec 391 Menschen, 1910 waren es 409. Seit 1924 wird Okřesaneč als amtlicher Ortsname verwendet. 1930 hatte Okřesaneč 386 Einwohner und bestand aus 79 Häusern. Westlich der Kirche entstand im 20. Jahrhundert die Siedlung Ve Vilách. Am 1. Januar 1956 löste sich Okřesaneč von Hostovlice los und bildete eine eigene Gemeinde. Bei der Gebietsreform von 1960 wurde das Dorf dem Okres Kutná Hora zugeordnet. Beim Zensus von 2001 lebten in den 107 Häusern des Dorfes 191 Personen. Heute besteht die Gemeinde aus 119 Häusern, von denen ein Drittel Erholungszwecken dient.

## Gemeindegliederung
Für die Gemeinde Okřesaneč sind keine Ortsteile ausgewiesen. Zu Okřesaneč gehören die Ansiedlungen Na Podháji und Písek (Sand).

## Sehenswürdigkeiten
- Kirche des hl. Bartholomäus, der spätromanische Bau ist seit 1352 nachweislich. Zu Beginn des 16. Jahrhunderts erfolgte ein Umbau im Renaissancestil, bei dem die Kirche auch ihren Turmanbau erhielt. Nachdem die Pfarrei 1623 erloschen war, verfiel die Kirche. Im Jahre 1702 wurde das Bauwerk als verkommen und mit eingestürzter Decke beschrieben. Am Übergang vom 18. zum 19. Jahrhundert wurde die Kirche wiederhergestellt. Früher bestand das Geläut aus zwei Glocken aus den Jahren 1519 und 1638. Sie ist zusammen mit dem umgebenden Friedhof als Kulturdenkmal geschützt
- Barocker Ausspann Písek, Kulturdenkmal
- Gusseisernes Kreuz, im westlichen Teil des Dorfes
- Obelisk zum Gedenken an die Opfer beider Weltkriege, auf dem Friedhof